# EDX (DJ)
EDX, właśc. Maurizio Colella (ur. 2 listopada 1976 w Zurychu) – szwajcarski DJ i producent muzyczny włoskiego pochodzenia. Jest jednym, z pionierów brzmień progressive house.
Colella urodził się we włoskiej rodzinie w Zurychu, gdzie wychował się i mieszka do dziś. Pierwsze kroki jako DJ zaczął stawiać na początku lat 90. w miejscowych klubach - pierwszym, gdzie został rezydentem był Club Oxa w roku 1994. Nieco później nawiązał współpracę z innym zuryskim DJ-em - Leonem Kleinem, z którym najpierw wydał wiele kompilacji, a na początku nowego stulecia - single. Jako producent EDX zadebiutował nieco później - pierwszy singiel szwajcara został wydany w 1997 roku; była to produkcja I’m not Interested powstała w klimatach popularnych w latach 90. brzmień techno. Na początku XXI wieku kariera EDX-a nabrała rozpędu - jego coraz liczniej wydawane produkcje zyskiwały coraz większą popularność, a remiksy powstawały dla coraz większych nazwisk muzyki elektronicznej. Przełomem był wydany w 2010 roku utwór powstały przy współpracy amerykańskiego 'wyjadacza' sceny klubowej – Kaskade. Na przełomie dekad obecnego stulecia Szwajcar nadał swojej twórczości unikalne brzmienia progressive house opierające się nie na popularnym obecnie tzw. bigroomie, lecz bardziej technicznych brzmieniach ściśle wywodzących się z klasycznej muzyki house.

## Dyskografia

### Albumy
- 2011: No Xcuses
- 2012: On the Edge

### Single
- 1997: I’m Not Interested
- 1999: Dancing With You (with Leon Klein)
- 2000: Gonna Catch You (with Leon Klein)
- 2000: Tango! (mit Leon Klein)
- 2002: Lift Me Up
- 2003: I Need Love
- 2008: Please Don’t Go (EDX & DJ Tatana pres. Dobenbeck feat. Joanna)
- 2008: Casa Grande
- 2009: Shy Shy
- 2009: Ready to Go (with Chris Reece & Jerome Isma-Ae)
- 2010: Hoover
- 2010: Don’t Stop Dancing (with Kaskade)
- 2010: Out of the Rain (feat. Tamra Keenan)
- 2010: Thrive
- 2011: Embrace
- 2011: Falling out of Love (feat. Sarah McLeod)
- 2011: D.A.N.C.E.
- 2011: Give It Up for Love (with John Williams)
- 2012: This Is Your Life (with Nadia Ali)
- 2012: Love Express (with Seamus Haji feat. Jerique)
- 2012: Sunset Miracles
- 2012: Everything (feat. Hadley)
- 2012: Miami Device (with Stan Kolev & Chris Reece)
- 2012: Touched
- 2013: Blessed
- 2013: The Sun (with Leventina)

### Remiksy
2006:
- Fuzzy Hair vs. Steve Angello – In Beat (EDX Remix)
- Martin Solveig – Rocking Music (EDX Remix)

2007:
- Dubfire – Roadkill (EDX Remix)
- Sikk – The Whisper (EDX Remix)
- Sucker DJs – Lotta Lovin' (EDX Remix)
- Armin van Buuren – The Sound of Goodbye (EDX Remix)
- Deadmau5 – Arguru (EDX's 5un5hine Mix)

2008:
- John O’Callaghan – Big Sky (EDX Remix)
- Kaskade – Angel on My Shoulder (EDX's Belo Horizonte at Night Mix)
- Sebastian Ingrosso & Laidback Luke – Chaa Chaa (EDX Remix)
- Yves Larock – Say Yeah (EDX Remix)
- Axwell & Bob Sinclar – What a Wonderful World (EDX Remix)
- Robbie Rivera – In Too Deep (EDX Remix)

2009:
- Funkagenda – Breakwater (EDX Remix)
- Afrojack – Radioman (EDX Remix)
- Paul Harris feat. Sam Obernik – The Take (EDX Remix)
- ATB feat. Flanders – Behind (EDX Remix)
- Beyoncé – Why You Don’t Love Me (EDX Remix)
- Mary J. Blige – Stronger (EDX Remix)
- Roger Sanchez – Get2Gether (EDX Remix)

2010:
- Dinka – Elements (EDX Remix)
- Dannii Minogue – You Won't Forget About Me (EDX Remix)
- Roger Sanchez – 2Gether (EDX Remix)
- Adam K – My Love (EDX Remix)
- Cedric Gervais – Ready or Not (EDX Remix)
- Nadia Ali – Fantasy (EDX Remix)
- Benny Benassi feat. Kelis & Apl.De.Ap – Spaceship (EDX Remix)

2011:
- Gala – Freed from Desire (EDX Remix)
- Gaia - Stellar (EDX Remix)

2012:
- Avicii feat. Salem Al Fakir – Silhouettes (EDX's Arena Club Mix)
- Chris Reece - Right Back (EDX's Indian Summer Mix)

2013:
- Cazzette – Weapon (EDX's Acapulco At Night Mix)
- Calvin Harris feat. Ayah Marar - Thinking About You (EDX Remix)

2015:
- Sam Feldt - Show Me Love (EDX's Indian Summer Remix)

2017:
- Tiësto – feat. Bright Sparks - On My Way (EDX Miami Sunset Remix)